# Cabo Alderete
Das Cabo Alderete (in Chile Punta Leiva) ist ein Kap an der Lassiter-Küste des Palmerlands auf der Antarktischen Halbinsel.
Argentinische Wissenschaftler benannten sie 1975. Namensgeber ist der argentinische Pilot Ramón Alderete.